# Philoros colombina
Philoros colombina là một loài bướm đêm thuộc phân họ Arctiinae, họ Erebidae.